# Pascale Faublas
Pascale Faublas, née le 9 avril 1961 à Port-au-Prince, est une plasticienne et couturière haïtienne.

## Biographie

### Formation  et Jeunesse
Née en 1961,, Pascale Faublas est la fille d’un père entrepreneur et d’une mère éducatrice. Elle découvre sa passion pour les arts à l'âge de quinze ans durant son séjour dans un camp artistique. Elle développe ses techniques en autodidacte. Après son baccalauréat, en 1979 elle s'installe au Canada et décroche un diplôme en administration hôtelière. Elle quitte Montréal en 1983 pour retourner en Haïti où elle travaille dans le domaine hôtelier. Pascale Faublas se lance dans l'artisanat avec des peintures sur meubles, tissus, poterie, bijoux avant de s’intéresser aux arts textiles,. Elle lance la série de peinture « fanm » en 2018 qui est exposée en 2021 au festival Le Printemps de l’art à Espas estetik.
Après le coup d’État de 1991, Pascale Faublas consacre son temps à la peinture et fait sa première exposition aux Ateliers Jérôme en 1992.
Elle est l'une des actrices du film Ayiti mon amour de Guetty Félin, présélectionné aux 90e cérémonie des Oscars dans la catégorie de meilleur film étranger.

## Expositions

### Individuelles
- 2021, Miwa Fanm, Espas Estetik, Port-au-Prince, Haïti
- 2017, Un hamac dans l’eau, espace Fouchard, Nérette, Pétion-Ville, Haïti.
- 2013, Parchemins, Les Ateliers Jérôme, Port-au-Prince, Haïti.
- 2006, Transformation des anges, Médiathèque Alexandre-Dumas, Villers Cotterets, France.
- 2006, Transformation des anges, La nouvelle Galerie, Villers-Cotterets, France.
- 2001, «…Lumières…», Ethno-Galerie, Pétion-Ville. Haïti.
- 1998, Terres brûlées, Ethno-Galerie, Pétion-Ville. Haïti.
- 1997, 223e exposition du Centre d’Art, Œuvres de Pascale Faublas, Le Centre d’Art, Port-au-Prince, Haïti.
- 1992, Le Passage à l’œuvre d’art, Les Ateliers Jérôme, Port-au-Prince, Haïti.

### Collectives
- 2022, exposition en notes florales, à Espas estetik, à la première édition de Printemps de l’art, au Centre d’art, Port-au-Prince, Haiti[4].
- 2018, 271e exposition du Centre d’Art, exposition-vente de créations contemporaines, Le Centre d’Art, Port-au-Prince, Haiti.
- 2016, Veus de Dones : Haïti Pas A Pas, La Casa d’Haïti, CCCB de Barcelone, Espagne.
- 2015, 7e forum transculturel d’art contemporain, Fondation AfricAmerica, Aquin, Haïti.
- 2015, A Contemporary Art Exhibit, Villa Kalewès, Pétion-Ville, Haïti.
- 2015, PluriELLEs, Villa Kalewès, Pétion-Ville, Haïti.
- 2014, Rencontre, Musée du Panthéon National Haïtien, (MUPANAH), Port-au-Prince, Haïti.
- 2014, Transformations, Villa Kalewès, Pétion-Ville, Haïti.
- 2013, 3 rd Ghetto Biennale, Port-au-Prince, Haïti.
- 2012, L’art haïtien vu par nos femmes, Musée du Panthéon National Haïtien, (MUPANAH), Port-au-Prince, Haïti.
- 2010, 6e édition de Ti coup d’œil sur Haïti, festival des arts et des traditions populaires haïtiens, Médiathèque de Suresnes, Île-de-France, France.
- 2007, 2e édition du festival CuturElles, Institut Français d’Haïti, Port-au-Prince, Haïti.
- 2004, Transformation des anges, œuvres contemporaines, Crédit Municipal de Paris, espace Griffon, Paris, France.
- 2000, Héritage de couleurs, Ethno-Galerie, Pétion-Ville. Haïti.
- 1999, L’art de la récupération et la ville, Les Ateliers Jérôme, Port-au-Prince, Haïti.
- 1999, Mises en demeure, Ethno-Galerie, Pétion-Ville. Haïti.
- 1998, Formes et couleurs sur papier, Musée du Panthéon National Haïtien, (MUPANAH), Port-au-Prince, Haïti.
- 1998, Haïti au toit de la grande Arche, Toit de la grande Arche de la défense, Paris, France.
- 1998, Haïti, femmes et création, Bibliothèque municipale de Nantes, Nantes, France.
- 1997, Exposition collective avec les sculpteurs Nasson et Ti Pélin, Atelye Kreyòl, Pétion-Ville, Haïti.
- 1995, Pascale Faublas, Edner Joseph, une étroite complicité, Les Ateliers Jérôme, Port-au-Prince, Haïti.
- 1995, Retour de Beijing ; 4e conférence internationale sur les femmes à Beijing, Pékin, Chine.
- 1995, Dessins et collages, Les Ateliers Jérôme, Port-au-Prince, Haïti.
- 1994, Exposition de pré-sélection de la 2e édition de la biennale de peinture de la Caraïbe et de l’Amérique Centrale de Santo-Domingo, Musée d’Art Haïtien du Collège Saint-Pierre, Port-au-Prince, Haïti.
- 1994, Solidarite ak Simon Josué (Solidarité avec Simon Josué), Les Ateliers Jérôme, Port-au-Prince, Haïti.
- 1993, Œuvres de groupe, Les Ateliers Jérôme, Port-au-Prince, Haïti.
- 1993, Vyolans kont fanm (Violence contre les femmes), Hôtel Christopher, Port-au-Prince, Haïti.
- 1992, Le symbolisme de la croix, Musée d’Art Haïtien du Collège Saint-Pierre, Port-au-Prince, Haïti.
- 1985, Variation en noir et blanc, Gingerbread, Port-au-Prince, Haïti.

### Expositions artisanales
- 1990, Présentation Atelye Kreyol, masques, pagnes, foulards, Hôtel Ollofson, Port-au-Prince, Haïti.
- 1989, Exposition. Ouverture boutique Atelye kreyòl, Pétion-Ville, Haïti.
- 1985, Présentation de vêtements, Maison privée Elsie Martin, Port-au-Prince, Haïti.
- 1984, Présentation de vêtements, Club de Pétion-Ville, Pétion-Ville, Haiti.

### Vente aux enchères
- 2017, Haïti : l’exception artistique, Art Haïtien de 1940 à nos jours, PIASA en partenariat avec Le Centre d’Art, Paris, France.

## Filmographie
- 2004 : Paskal en attendant les anges documentaire de Hervé Cohen, 10 min.
- 2018 : Ayiti, mon amour, long-métrage de Guetty Félin, 88 min.